# Швифф, Овсей
Овсей Швифф (нем. Owsey Schwiff; 22 августа (3 сентября) 1891, Белосток, Российская империя — 29 января 1964, Сантус, Бразилия) — немецкий скрипач, музыкальный педагог еврейского происхождения.

## Биография
Иссей (затем Овсей) Швифф родился 3 сентября 1891 года в семье Моисея и Розы Швифф, урождённой Пержовской, в Белостоке. У него также был брат, который впоследствии эмигрировал в Канаду.
Учился в Варшаве и Санкт-Петербурге. С 1910 года жил и работал в Берлине, первоначально давая частные уроки по классу скрипки. В 1918 году преподавал в Консерватории Шарвенки, в 1919—1920 годы — концертмейстер берлинского Метрополь-театра, специализировавшегося на оперетте и других лёгких постановках. В 1921—1922 годы выступал в составе струнного квартета под руководством Исая Бармаса (кроме него и Бармаса также Альфред Лазерштайн и Фриц Дехерт), исполняя партии второй скрипки или альта; позднее играл в квартете Владислава Вагхальтера (с участием Рудольфа Румана и Ганса Крауса). Кроме того, как скрипач и дирижёр выступал в ресторанных, гостиничных, курортных оркестрах.
В 1921 году женился на Магде фон Целевски, сестре Эриха фон дем Бах-Целевски, сделавшего заметную карьеру в нацистской Германии, преимущественно в СС. Тем не менее, начиная с 1932 года Швифф подвергся ряду запретов на профессию и в 1936 году вместе с семьёй эмигрировал из Германии в Бразилию.
В Бразилии они поселись в Сан-Паулу. Жена Швиффа работала медсестрой, а он сам лишь к 1950 году смог получить работу в радиооркестре, однако уже в 1954 году вынужден был оставить исполнительскую деятельность из-за прогрессирующей болезни Паркинсона.
После этого семья переехала в Сантос в связи более благоприятным климатом. Овсей умер в Сантосе 29 января 1964 года.